# Sjåholmen
Sjåholmen ou Skjåholmen est une île norvégienne du comté de Hordaland appartenant administrativement à Austevoll.

## Description
Rocheuse et couverte d'arbres, elle s'étend sur environ 131 m de longueur pour une largeur approximative de 42 m. 